# Hugo Lennox
Hugo Lennox (6 de março de 1999) é um jogador de rugby irlandês, que joga na posição de back.

## Carreira
Lennox estreou com a seleção nacional de sevens da Irlanda em setembro de 2018. Ele também representou a Irlanda no London Sevens de 2019, onde começou quatro das seis partidas, e a equipe terminou em sexto. Lennox também jogou no Paris Sevens de 2019. Lennox estava novamente no time da Irlanda em junho de 2019 para um torneio de qualificação regional da Europa para as Olimpíadas de Verão de 2020. Lennox também jogou pela Irlanda durante a World Rugby Sevens Series de 2019-20. Em 2022, ele competiu pela Irlanda na Copa do Mundo de Rugby Sevens na Cidade do Cabo.
Além do rugby sevens, Lennox também jogou rugby fifteens com Skerries e com Barnhall e Clontarf na All-Ireland League.